# Evangelion: 2.0 You Can (Not) Advance
Evangelion: 2.0 You Can (Not) Advance (ヱヴァンゲリヲン新劇場版: 破 Evangerion Shin Gekijōban: Ha?, Evangelion nueva versión teatral: Ruptura) (titulada: Evangelion: 2.22 (No) puedes avanzar en España y Evangelion: 2.22 Tú (no) puedes avanzar en Hispanoamérica) es una película animada japonesa de 2009, escrita por Hideaki Anno. Es la segunda de cuatro películas que se lanzarán en la tetralogía Rebuild of Evangelion (Reconstrucción de Evangelion), basadas en la serie original de anime Neon Genesis Evangelion. Fue producida y co-distribuida por el Studio Khara de Hideaki Anno. 
Evangelion 2.0 se aparta del original mucho más ampliamente que 1.0, con un mayor énfasis en material nuevo. La primera mitad de la película adapta los episodios de "Action Arc" 08 a 12, la segunda mitad adapta los conflictos primarios de 18 y 19, al tiempo que incorpora material hasta el 23.

## Argumento
La película comienza con el prólogo que abre con una nueva piloto, Mari Illustrious Makinami, que toma el control de la unidad Provisional 05 y trata de detener al Tercer Ángel, que está escapando de la Base de Betania de NERV, situada en el Ártico. El Ángel, después de haber sido encontrado en el permafrost, fue capturado y confinado en el sistema de contención de Cocito (uno de los más seguros del mundo, según se comenta en la película), pero logró escapar, y cuando se dirige a los alrededores de la zona Aqueron, circundante a la base, el EVA 05 lo ataca. Después de recibir muchos daños, se ve destruida la unidad y acabado el Ángel, siendo eyectada en el Entry Plug y destruida gran parte de la base de Betania.
De vuelta en Japón, Shinji y Gendo visitan la tumba de Yui. Luego, Kaji llega al despacho de Gendo confirmando la interrupción del proyecto Marduk que se realizaba en Betania y le entrega una maleta que contiene la "Llave de Nabucodonosor", la llave para abrir la puerta de la Complementación Humana (tal vez el embrión de Adán). Entonces el Séptimo Ángel ataca la ciudad, pero es derrotado por la recién llegada piloto Shikinami Asuka Langley y la Unidad 02.
Mientas tanto, Gendo y Fuyutsuki visitan la Base de Tabgha en la luna para ver el progreso de SEELE en la construcción de la Unidad 06 o Mark 06, y si bien el acceso a la base no les es permitido, verifican que el método de construcción de la Unidad es diferente al de NERV. Kaworu Nagisa, en el dedo del EVA, saluda a Gendo. Ya en la Tierra, Shinji se ve obligado a aprender a convivir con Asuka, que se muda a casa de Misato, y a su vez Asuka demuestra tener duras relaciones con todo el mundo, y algunos signos de amor/odio (de forma similar a la serie) con Shinji. Un día Kaji les lleva a un acuario, donde residen las últimas criaturas marinas con vida. Luego, se demuestra que Rei es vegetariana, cuando se niega a comer carne, pero descubre que la comida sin carne cocinada por Shinji le resulta deliciosa. El Octavo Ángel Sahaquiel ataca desde el espacio. Los satélites lanzan minas N2 pero no surte efecto debido al fuerte campo AT del Ángel, por lo que, después de un largo combate, las unidades 00, 01 y 02 lo destruyen, actuando en equipo como nunca antes lo habían hecho.
Al día siguiente, es el turno de Shinji para cocinar el almuerzo para la gente de su casa, y hace también para Rei, dándosela en la escuela, lo que irrita a Asuka. Este gesto abre las emociones de Rei, que le pide a Gendo en la cena si podría invitar a sus amigos la siguiente semana (la cual nunca llega a realizarse). Más adelante, Mari aterriza en paracaídas en Tokyo-3, pero cae accidentalmente sobre un atónito Shinji mientras estaba en la terraza de la escuela. Después ella reconoce su identidad como piloto de EVA por el olor a líquido LCL. 
Poco después es destruida en EE. UU la primera rama de NERV por la explosión del EVA 04 debido a la experimentación de nueva tecnología. NERV clausura la Unidad 02 por el Tratado del Vaticano, que limita el número de EVAs en servicio a solo tres que un país puede tener; debido a que la jurisdicción de la Unidad 02 todavía estaba en manos de la Unión Europea, es Asuka la que pilota la Unidad 03. Sin embargo, el día de la activación de la unidad se descubre que estaba poseída por el Noveno Ángel Bardiel, que escapa en el EVA, todavía con Asuka en su interior. El EVA 01 es enviado a detenerlo, pero Bardiel despliega dos brazos que estrangulan a Shinji, que se niega a pelear para no herir a Asuka. Ante ello, Gendo activa el Dummy Plug y destroza al EVA 03, triturando con los dientes de la unidad 01 el Entry Plug, aparentemente matando a Asuka. Shinji enloquece ante ello y ataca el Geo-front, pero es detenido por el aumento de la presión del LCL en su cápsula. Al despertar, decide dejar NERV. Luego se anuncia que Asuka está viva, pero gravemente herida e infectada en parte por el Ángel.
Tras marchar Shinji, Zeruel el Décimo Ángel, traspasando la línea de defensa de Old Odawara ataca destruyendo las 24 capas protectoras del Geo-front. Mientras, Mari es enviada a pelear con el Ángel secuestrando la Unidad 02 del almacén. Mari, al ver que no surten efecto sus ataques, quita los limitadores y activa el Modo Bestia (BEAST MODE) de la 02, un modo artificial de inducir al EVA al modo berserker, pero aun así resulta derrotada. Rei, a bordo de la Unidad 00, ataca al Ángel con un misil N2, tratando de insertarlo en el núcleo del Ángel, pero fracasa por la alta resistencia del campo AT, que le frena en su intento de penetrarlo. Entonces Mari rompe el campo AT del Ángel y Rei consigue detonar dentro de él la bomba, pero sin efecto, debido a una membrana blindada desplegada por al Ángel Zeruel sobre su núcleo. La Unidad 00 agota la energía y queda inmóvil, y la 02 cae sobre el lugar donde se hallaba Shinji. Mari le dice a Shinji que debe luchar, y él, al ver que el Ángel devoró y asimiló a la Unidad 00 y a Rei, decide regresar a NERV. Furioso, le pide a Gendo que lo deje pilotar. Momentos después el Ángel destruye la última defensa y penetra el Dogma central, pero es atacado por la Unidad 01, esta ataca al ángel pero pierde un brazo, Shinji conduce al ángel hasta una catapulta de lanzamiento de los EVAs y se lanzan hacia la superficie, una vez en la superficie, el EVA 01 está por destruir al ángel (todavía con Rei adentro) cuando ésta se queda sin energía y es atacada por el ángel, entonces Shinji furioso e inconsciente de lo demás, activa el modo transición (hacia el modo BEAST) sin darse cuenta de lo que hacía; consiguiendo de alguna forma un poder similar al de un Ángel. 
Con sus nuevos poderes derrota a Zeruel, y forzando sus límites intenta rescatar a Rei. Accediendo a su núcleo, eventualmente la encuentra desnuda y agazapada en la oscuridad. Ella le dice que está conectada espiritualmente con el Ángel, con lo que decide morir para destruirlo, pero Shinji le dice que no hay otra Ayanami más que ella. Shinji se sincroniza completamente con la Unidad 01 y saca a Rei y el núcleo del Ángel, que adoptan la forma de Rei en gran escala; entonces Ritsuko anuncia que ha llegado el Tercer Impacto, la creación de una nueva forma de vida más allá de la comprensión humana, siendo su precio cada una de las formas de vida antigua.
Después de los créditos de la película, una lanza cae del cielo y atraviesa al EVA 01/Ángel/Rei, interrumpiendo el Tercer Impacto. Kaworu, autor del lanzamiento de la lanza a bordo de la Unidad 06, desciende del cielo y anuncia: "El momento prometido ha llegado. Shinji, esta vez sólo tú hallarás la felicidad eterna...".

## Producción
En septiembre del 2006 fue confirmado que la segunda película sería producida como parte de la serie Rebuild of Evangelion, con una fecha de lanzamiento tentativo fijada para enero del 2008 y con una duración de 90 minutos. En noviembre del 2006, la edición de diciembre de la revista japonesa Newtype confirmó que la segunda película fue escrita durante la posproducción de la primera. Anno anunció que la introducción de nuevos personajes y unidades Evangelion comenzaría desde la segunda película en adelante.
La fecha de lanzamiento fue retrasada varias veces desde el anuncio original de enero del 2008: primero a diciembre del 2008, antes de una actualización en el sitio web oficial el 6 de octubre del 2008, la cual anunciaba el título oficial en inglés y una fecha de lanzamiento para el "comienzo del verano del 2009". Finalmente se pospuso una vez más la fecha de lanzamiento, esta vez para el 27 de junio del 2009, fecha final en la que se estrenó la película en las salas japonesas.

## Presupuesto
En su primer fin de semana en Japón, la película alcanzó el número uno en la taquilla con unos ingresos de ¥ 510.000.000.
La película posteriormente recaudó el equivalente a más de $ 40 millones en la taquilla japonesa, convirtiéndose en el tercer mayor anime japonés taquillera de 2009. La taquilla en Norteamérica tomó más de $ 130.000, una mejora con respecto a 1.0.

## Lanzamiento en DVD
El lanzamiento en DVD y Blu-ray en Japón tuvo lugar el 26 de mayo de 2010, a diferencia de las dos versiones en DVD de 1.0, fue lanzado como 2.22 con "reajustes".
El 16 de julio, Universum Film AG de Alemania también incluyó el Blu-ray de Evangelion 1.11. El lanzamiento japonés estableció un récord en Amazon.co.jp para pre-pedidos, con más de 88.000 y a principios de mayo superó las 800.000 pre-órdenes en general.
Tras el lanzamiento, establecieron el primer día de los registros de ventas (124.000 DVD y 195.000 discos Blu-ray) superando las ventas de Blu-ray para 4 semanas. En Otakon 2010, el distribuidor de anime norteamericano, FUNimation Entertainment, anunció que había licenciado Evangelion 2.0 y planearía un lanzamiento en salas de cine seguida por un lanzamiento en DVD y Blu-ray el 5 de abril de 2011.
La fecha de lanzamiento fue llevado más tarde al 29 de marzo de 2011 para los Estados Unidos, pero la fecha de lanzamiento original fue conservada para Canadá en mayo de 2010. El distribuidor británico de anime, Manga Entertainment, ha anunciado planes para lanzar Evangelion 2.0 en el Reino Unido y se espera en FUNimation para anunciar las fechas de producción. En diciembre de 2010, las fechas de lanzamiento para Blu-ray y DVD de 2.22 fueron anunciadas para junio de 2011.
Más tarde, se cambió la fecha para un pronto lanzamiento el 30 de mayo, pero finalmente fue aplazado hasta el mes inicial, el 20 de junio. El distribuidor australiano, Madman Entertainment, lanzó Evangelion 2.22 en Blu-ray y DVD el 15 de junio de 2011 bajo licencia exclusiva de NTV y Manga Entertainment. Esta vez, el DVD de Madman incluyó todas las rasgos especiales del disco uno, a diferencia de su lanzamiento en DVD de 1.11, que venía con un disco (mientras que los lanzamientos de DVD en América del Norte dee ambas películas tienen dos discos) y faltando algunas características especiales (el Blu-ray viene con todo intacto).

## Diferencias con la serie
- El Tercer Ángel en sí y el combate que mantuvo contra la Unidad 05, así como el personaje de Mari Illustrious Makinami, no existen en la serie.
- En la serie, el apellido de Asuka es Soryu Langley. Sin embargo, en la película es Shikinami Langley. Esto parece establecer una relación entre los apellidos iniciales de las tres pilotos femeninas presentadas en la saga: Ayanami, Shikinami y Makinami.
- Gaghiel no aparece, estando en su lugar el Séptimo Ángel, que provoca una introducción de Asuka diferente a la serie (según unos productores, las plantillas viejas sobre gaghiel de la serie se perdieron el los almacenes de Gainax o los de Khara).
- El combate contra Sahaquiel está muy cambiado. Igualmente Israfel, Ireul, Leliel y otros Ángeles han sido omitidos, pero muchas escenas de sus capítulos de aparición han sido conservadas.
- Las escenas del acuario tampoco son de la serie. Otra escena nueva es similar a la de Shinji cuando está en el baño de Misato y se encuentra a Pen Pen (también aparecida en Evangelion: 1.0 You Are (Not) Alone), pero con Asuka en su lugar, provocando que patee a Shinji por haberla visto desnuda.
- En la película, Asuka es mucho más abierta con Shinji. Por ejemplo, en la escena de la serie en la que ella se acuesta junto a él, Asuka se duerme rápido y Shinji se aleja; pero en la película se queda en la cama y se cuentan mutuamente sus temores, con mayor armonía entre ambos que en los demás momentos.[cita requerida]
- En la serie, cuando Shinji está en el tren después de quedar inconsciente, el que le habla es él mismo cuando era niño, pero en la película habla con Rei.
- En la película ambas pilotos (Asuka y Rei) son mucho más cercanas a Shinji, aunque Asuka mantiene sus sentimientos de amor y odio con Shinji y se muestra celosa en ciertas situaciones, Rei por otro lado establece una relación mucho más abierta y de confianza con Shinji. Mientras que en la serie Rei se muestra mucho más fría con Shinji y la relación entre ellos no va más allá de un tipo de vínculo que se da entre una madre y su hijo.
- En la serie, Rei medita qué siente por Shinji cuando este va a su apartamento y le ayuda a limpiar; en la película es porque le hace la comida también a ella. Además, a diferencia de en la serie, en la película comprende y manifiesta con mucha claridad sus sentimientos hacia Shinji y además demuestra verse afectada por la relación que tiene con su padre, llegando a buscar una manera de que se encuentren cara a cara y puedan reconciliarse.
- El afecto de Asuka hacia Kaji que se ve en la serie, es totalmente inexistente en la película, apenas si hablan, pues en esta versión, Asuka enfoca más sus sentimientos hacia Shinji, como el ponerse celosa cuando Rei está cerca de él, e intentar cocinar para impresionarlo, debido a lo cual Misato bromea con ella.
- En la película, Misato empieza a tener dudas y sospechas acerca de cuáles son las verdaderas intenciones de NERV y SEELE cuando llega la nueva Dummy Plug, la cual le desgrada, incluso se lo comenta a Kaji en una cita en un bar. Mientras que en la serie, es Kaji quien le empieza a abrir los ojos sobre el tema cuando lo descubre que es agente doble y que Gendo y Ritsuko le ocultan cosas, es cuando Misato empieza a investigar por su cuenta.
- En el anime, cuando están en un ascensor, Asuka abofetea a Rei por su pasividad, mientras que en la película, ésta intenta abofetearla y Rei le intercepta la mano.
- En la película, Asuka es la piloto de la Unidad 03, mientras que en la serie es Touji.
- El combate contra Zeruel da lugar a un giro de la trama distinta a la serie.
- En la serie, Shinji solo amenaza con destruir el Geo-front, en la película sí cumple con ésta amenaza y se le puede ver destruyendo parte de este.
- La hermana menor de Touji se recupera por completo en la película, y en la serie jamás se sabe.
- En el combate con Bardiel pelean los tres EVAs, mientras que en la película solo pelea el EVA-01. En este combate más elementos han cambiado: el funcionamiento del Dummy System es diferente, y cuando la 01 destroza el Entry Plug lo hace con las mandíbulas en vez de con las manos.
- En la serie, el resultado del combate contra Bardiel es que el piloto, Touji, pierde un brazo y una pierna. En la película, Asuka sobrevive, pero es ingresada en cuarentena porque se encuentra infectada por el ángel.
- En la serie, cuando el EVA-01 pelea contra Zeruel, el EVA-01 entra en modo Berserk por sí solo, mientras que en la película, Shinji lo hace por su propia voluntad.
- En la serie también, reconstruye el brazo que perdió con un trozo del cuerpo de Zeruel que desgarró, mientras que en la película, el EVA-01 crea una clase de "brazo de energía condensada"(creado con su campo AT), que también utiliza como "cañón de impulso" contra Zeruel.
- Así mismo, en la pelea contra Zeruel después de que el EVA-01 impulsara a Zeruel por los aires, al EVA-01 le sale una aureola de centro octogonal en la cabeza para que luego este re-atacara lanzando rayos con los ojos (justo como los Ángeles), cortando en gran medida a Zeruel (para exponer su núcleo cubierto por una membrana) y haciendo explotar gran parte de los laterales del Geo-Front.
- Cuando Shinji esta en proceso de rescatar a Rei del núcleo del Ángel, suena el tema de Tsubasa Kudasai.
- En la película, Shinji pelea contra Zeruel para rescatar a Rei, mientras que en la serie, pelea para evitar el tercer impacto.
- En la película Kaji no muere, a diferencia de la serie, pese a que no se muestra la forma en que ocurre si se escucha un disparo que es ejecutado en su contra. Después su muerte se confirma con los mensajes de despedida le había enviado a Misato, ya que él sabía que su vida corría peligro.
- En la serie Shinji se muestra más cercano a Asuka, en la película Shinji es más cercano a Rei ya que este muestra una preocupación mayor por ella.
- En la película The End of Evangelion, el tercer impacto se genera por la unión entre Rei y Lilith que está oculta en el dogma central. En el Rebuild 2.22 el tercer impacto se genera de la unión entre Rei y el EVA 01 pilotado por Shinji en estado berserker, después de que Shinji rescatara a Rei del ángel Zeruel, el vínculo entre ellos dos genera a un ser "divino".
- En la película "The End of Evangelion" el Tercer Impacto es interrumpido por la decisión de Shinji de dar marcha atrás a este, quedando junto a Asuka rodeados de LCL, en el Rebuild el Tercer Impacto es interrumpido por Kaworu al lanzar la lanza en contra del EVA 01.
- Al final de la película, en los créditos se oye el tema musical "Beautiful World -PLANiTb Acoustica Mix-" de Utada Hikaru.